# Distretto di Qəbələ
Il distretto di Qəbələ (o Qabala, o Gabala; in azero: Qəbələ) è un distretto azero la cui capitale è la città storica di Qabala, che un tempo fu capitale dell'Albania Caucasica.

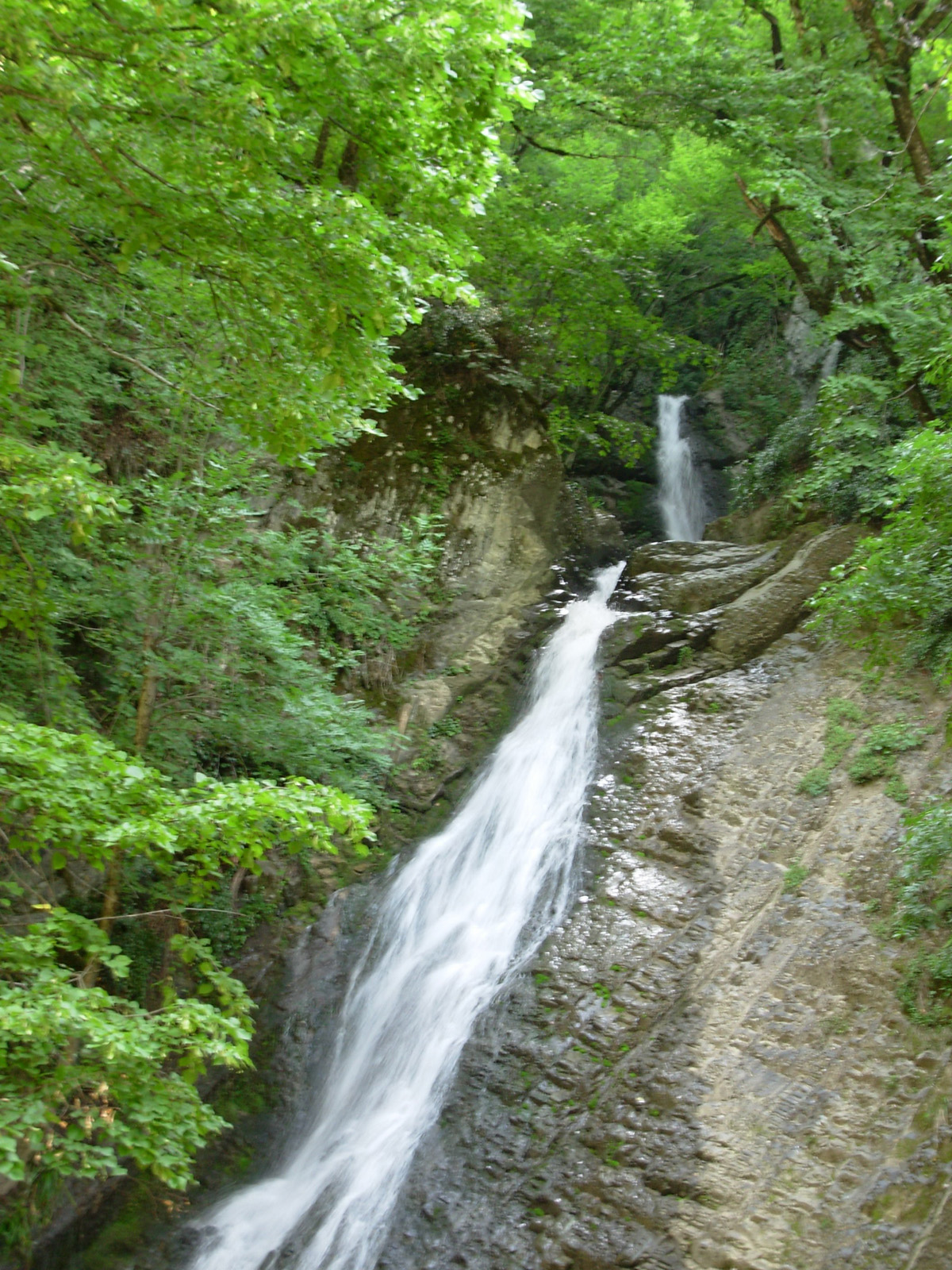
Una cascata nel distretto di Qabala dell'Azerbaijan

In questo distretto si trova un radar costruito nel 1985 dall Unione Sovietica; per questa installazione il governo russo ha pagato un affitto stimato in circa 5 milioni di euro all'anno fino al 2012.
Vladimir Putin, presidente della Russia, ha proposto l'installazione di Qabala come uno dei possibili siti di difesa missilistica comune tra Stati Uniti d'America e Russia.